# Voleibol nos Jogos Olímpicos de Verão de 2020 - Feminino
O torneio feminino de voleibol nos Jogos Olímpicos de Verão de 2020 foi realizado entre 25 de julho e 8 de agosto de 2021, com todos as partidas sendo disputadas na Ariake Arena, em Tóquio.
Originalmente programado para ser realizado em 2020, em 24 de março de 2020 as Olimpíadas foram adiadas para 2021 devido à pandemia de COVID-19. Pela mesma razão as partidas foram realizadas com os portões fechados.

## Medalhistas
|  | USA Estados Unidos |  | BRA Brasil |  | SRB Sérvia |
|  | Micha Hancock Jordyn Poulter Justine Wong-Orantes Jordan Larson Andrea Drews Jordan Thompson Michelle Bartsch-Hackley Kimberly Hill Foluke Akinradewo Haleigh Washington Kelsey Robinson Chiaka Ogbogu |  | Carol Gattaz Rosamaria Montibeller Macris Carneiro Roberta Ratzke Gabriela Guimarães Tandara Caixeta Natália Pereira Ana Carolina da Silva Fernanda Garay Ana Cristina de Souza Camila Brait Ana Beatriz Correa |  | Bianka Buša Mina Popović Slađana Mirković Brankica Mihajlović Maja Ognjenović Ana Bjelica Maja Aleksić Milena Rašić Silvija Popović Tijana Bošković Bojana Milenković Jelena Blagojević |

## Calendário
| FG | Fase de grupos | QF | Quartas de final | SF | Semifinal | B | Disputa pelo bronze | F | Final |

| DataEvento       | 24 jul | 25 jul | 26 jul | 27 jul | 28 jul | 29 jul | 30 jul | 31 jul | 1 ago | 2 ago | 3 ago | 4 ago | 5 ago | 5 ago | 6 ago | 6 ago | 7 ago | 7 ago | 8 ago | 8 ago |
| ---------------- | ------ | ------ | ------ | ------ | ------ | ------ | ------ | ------ | ----- | ----- | ----- | ----- | ----- | ----- | ----- | ----- | ----- | ----- | ----- | ----- |
| Torneio feminino |        | FG     |        | FG     |        | FG     |        | FG     |       | FG    |       | QF    |       |       | SF    | SF    |       |       | B     | F     |

## Qualificação
Doze equipes se classificaram para o torneio feminino de voleibol:
| Método                       | Método                       | Data                     | Local             | Vagas | Classificado         |
| ---------------------------- | ---------------------------- | ------------------------ | ----------------- | ----- | -------------------- |
| País-sede                    | País-sede                    | —                        | —                 | 1     | Japão                |
| Pré-Olímpico Mundial         | Grupo A                      | 1–4 de agosto de 2019    | Breslávia         | 1     | Sérvia               |
| Pré-Olímpico Mundial         | Grupo B                      | 1–4 de agosto de 2019    | Ningbo            | 1     | China                |
| Pré-Olímpico Mundial         | Grupo C                      | 1–4 de agosto de 2019    | Bossier City      | 1     | Estados Unidos       |
| Pré-Olímpico Mundial         | Grupo D                      | 1–4 de agosto de 2019    | Uberlândia        | 1     | Brasil               |
| Pré-Olímpico Mundial         | Grupo E                      | 1–4 de agosto de 2019    | Kaliningrado      | 1     | Rússia               |
| Pré-Olímpico Mundial         | Grupo F                      | 1–4 de agosto de 2019    | Catânia           | 1     | Itália               |
| Pré-Olímpico Africano        | Pré-Olímpico Africano        | 5–9 de janeiro de 2020   | Yaoundé           | 1     | Quênia               |
| Pré-Olímpico Sul-Americano   | Pré-Olímpico Sul-Americano   | 7–9 de janeiro de 2020   | Bogotá            | 1     | Argentina            |
| Pré-Olímpico Asiático        | Pré-Olímpico Asiático        | 7–12 de janeiro de 2020  | Nakhon Ratchasima | 1     | Coreia do Sul        |
| Pré-Olímpico Europeu         | Pré-Olímpico Europeu         | 7–12 de janeiro de 2020  | Apeldoorn         | 1     | Turquia              |
| Pré-Olímpico Norte-Americano | Pré-Olímpico Norte-Americano | 10–12 de janeiro de 2020 | Santo Domingo     | 1     | República Dominicana |
| Total                        | Total                        | Total                    | Total             | 12    |                      |

## Formato
A competição se iniciou com uma fase preliminar onde as doze equipes foram divididas em dois grupos de seis equipes cada e todos do grupo se enfrentam. As quatro equipes mais bem classificadas em cada grupo avançam para a fase eliminatória, que segue o formato de eliminação única. Os vencedores das quartas de final avançam para as semifinais e os perdedores são eliminados. Os vencedores das semifinais disputam a medalha de ouro e os perdedores partem para a disputa da medalha de bronze.

## Composição dos grupos
A distribuição das equipes pelos grupos foi realizada pelo sistema de serpentina baseando-se na posição das equipes no ranking da Federação Internacional de Voleibol de 15 de outubro de 2019. Por ser o anfitrião, o Japão foi posicionado na primeira posição do grupo A.
| Grupo A                   | Grupo B            |
| ------------------------- | ------------------ |
| Japão (País-sede)         | China (1)          |
| Sérvia (3)                | Estados Unidos (2) |
| Brasil (4)                | ROC (5)            |
| Coreia do Sul (9)         | Itália (8)         |
| República Dominicana (10) | Argentina (11)     |
| Quênia (19)               | Turquia (12)       |

## Árbitros
Os seguintes árbitros foram selecionados para a competição.
- ARG Hernán Casamiquela
- BRA Paulo Turci
- CHN Liu Jiang
- DOM Denny Cespedes
- ESP Susana Rodríguez
- FRA Fabrice Collados
- ITA Daniele Rapisarda
- JPN Shin Muranaka
- JPN Sumie Myoi
- KOR Kang Joo-hee
- MEX Luis Macias
- POL Wojciech Maroszek
- RUS Evgeny Makshanov
- SRB Vladimir Simonović
- SVK Juraj Mokrý
- UAE Hamid Al-Rousi
- USA Patricia Rolf

## Fase de grupos
Na fase de grupos, as seleções jogaram entre si divididas em dois grupos de seis equipes cada. As quatro primeiras de cada grupo se classificam às quartas de final.
Todas as partidas seguem o fuso horário local (UTC+9).

### Critérios de classificação nos grupos
1. Número de vitórias;
2. Pontos ganhos;
3. Razão de sets;
4. Razão de pontos;
5. Resultado da última partida entre os times empatados.

- Placar de 3–0 ou 3–1: 3 pontos para o vencedor, nenhum para o perdedor;
- Placar de 3–2: 2 pontos para o vencedor, 1 para o perdedor.

|  | Equipes classificadas às quartas de final |

### Grupo A
|     |                      |     | Jogos | Jogos | Jogos | Resultados | Resultados | Resultados | Resultados | Resultados | Resultados | Sets | Sets | Sets  | Pontos | Pontos | Pontos |
| Pos | Equipe               | Pts | T     | V     | D     | 3–0        | 3–1        | 3–2        | 2–3        | 1–3        | 0–3        | V    | P    | R     | V      | P      | R      |
| --- | -------------------- | --- | ----- | ----- | ----- | ---------- | ---------- | ---------- | ---------- | ---------- | ---------- | ---- | ---- | ----- | ------ | ------ | ------ |
| 1   | Brasil               | 14  | 5     | 5     | 0     | 3          | 1          | 1          | 0          | 0          | 0          | 15   | 3    | 5,000 | 434    | 315    | 1.378  |
| 2   | Sérvia               | 12  | 5     | 4     | 1     | 4          | 0          | 0          | 0          | 1          | 0          | 13   | 3    | 4.333 | 381    | 313    | 1.217  |
| 3   | Coreia do Sul        | 7   | 5     | 3     | 2     | 1          | 0          | 2          | 0          | 0          | 2          | 9    | 10   | 0.900 | 374    | 415    | 0.901  |
| 4   | República Dominicana | 8   | 5     | 2     | 3     | 1          | 1          | 0          | 2          | 0          | 1          | 10   | 10   | 1,000 | 411    | 406    | 1.012  |
| 5   | Japão                | 4   | 5     | 1     | 4     | 1          | 0          | 0          | 1          | 1          | 2          | 6    | 12   | 0.500 | 378    | 395    | 0.957  |
| 6   | Quênia               | 0   | 5     | 0     | 5     | 0          | 0          | 0          | 0          | 0          | 5          | 0    | 15   | 0,000 | 242    | 376    | 0.644  |

Fonte: Olympics.com e FIVB
| 25 de julho 14:20 Relatório: Relatório | Sérvia | 3–0   | República Dominicana | Ariake Arena, Tóquio Árbitro(s): UAE Kang Joo-hee RUS Evgeny Makshanov |
| 25 de julho 14:20 Relatório: Relatório | 25     | Set 1 | 18                   | Ariake Arena, Tóquio Árbitro(s): UAE Kang Joo-hee RUS Evgeny Makshanov |
| 25 de julho 14:20 Relatório: Relatório | 25     | Set 2 | 12                   | Ariake Arena, Tóquio Árbitro(s): UAE Kang Joo-hee RUS Evgeny Makshanov |
| 25 de julho 14:20 Relatório: Relatório | 25     | Set 3 | 20                   | Ariake Arena, Tóquio Árbitro(s): UAE Kang Joo-hee RUS Evgeny Makshanov |
| 25 de julho 14:20 Relatório: Relatório | Set 4  |       |                      | Ariake Arena, Tóquio Árbitro(s): UAE Kang Joo-hee RUS Evgeny Makshanov |
| 25 de julho 14:20 Relatório: Relatório | Set 5  |       |                      | Ariake Arena, Tóquio Árbitro(s): UAE Kang Joo-hee RUS Evgeny Makshanov |

| 25 de julho 19:40 Relatório: Relatório | Japão | 3–0   | Quênia | Ariake Arena, Tóquio Árbitro(s): FRA Fabrice Collados UAE Hamid Al-Rousi |
| 25 de julho 19:40 Relatório: Relatório | 25    | Set 1 | 15     | Ariake Arena, Tóquio Árbitro(s): FRA Fabrice Collados UAE Hamid Al-Rousi |
| 25 de julho 19:40 Relatório: Relatório | 25    | Set 2 | 11     | Ariake Arena, Tóquio Árbitro(s): FRA Fabrice Collados UAE Hamid Al-Rousi |
| 25 de julho 19:40 Relatório: Relatório | 25    | Set 3 | 23     | Ariake Arena, Tóquio Árbitro(s): FRA Fabrice Collados UAE Hamid Al-Rousi |
| 25 de julho 19:40 Relatório: Relatório | Set 4 |       |        | Ariake Arena, Tóquio Árbitro(s): FRA Fabrice Collados UAE Hamid Al-Rousi |
| 25 de julho 19:40 Relatório: Relatório | Set 5 |       |        | Ariake Arena, Tóquio Árbitro(s): FRA Fabrice Collados UAE Hamid Al-Rousi |

| 25 de julho 21:45 Relatório: Relatório | Brasil | 3–0   | Coreia do Sul | Ariake Arena, Tóquio Árbitro(s): CHN Liu Jiang JPN Shin Muranaka |
| 25 de julho 21:45 Relatório: Relatório | 25     | Set 1 | 10            | Ariake Arena, Tóquio Árbitro(s): CHN Liu Jiang JPN Shin Muranaka |
| 25 de julho 21:45 Relatório: Relatório | 25     | Set 2 | 22            | Ariake Arena, Tóquio Árbitro(s): CHN Liu Jiang JPN Shin Muranaka |
| 25 de julho 21:45 Relatório: Relatório | 25     | Set 3 | 19            | Ariake Arena, Tóquio Árbitro(s): CHN Liu Jiang JPN Shin Muranaka |
| 25 de julho 21:45 Relatório: Relatório | Set 4  |       |               | Ariake Arena, Tóquio Árbitro(s): CHN Liu Jiang JPN Shin Muranaka |
| 25 de julho 21:45 Relatório: Relatório | Set 5  |       |               | Ariake Arena, Tóquio Árbitro(s): CHN Liu Jiang JPN Shin Muranaka |

| 27 de julho 14:20 Relatório: Relatório | Japão | 0–3   | Sérvia | Ariake Arena, Tóquio Árbitro(s): USA Patricia Rolf SVK Juraj Mokrý |
| 27 de julho 14:20 Relatório: Relatório | 23    | Set 1 | 25     | Ariake Arena, Tóquio Árbitro(s): USA Patricia Rolf SVK Juraj Mokrý |
| 27 de julho 14:20 Relatório: Relatório | 16    | Set 2 | 25     | Ariake Arena, Tóquio Árbitro(s): USA Patricia Rolf SVK Juraj Mokrý |
| 27 de julho 14:20 Relatório: Relatório | 24    | Set 3 | 26     | Ariake Arena, Tóquio Árbitro(s): USA Patricia Rolf SVK Juraj Mokrý |
| 27 de julho 14:20 Relatório: Relatório | Set 4 |       |        | Ariake Arena, Tóquio Árbitro(s): USA Patricia Rolf SVK Juraj Mokrý |
| 27 de julho 14:20 Relatório: Relatório | Set 5 |       |        | Ariake Arena, Tóquio Árbitro(s): USA Patricia Rolf SVK Juraj Mokrý |

| 27 de julho 19:40 Relatório: Relatório | Brasil | 3–2   | República Dominicana | Ariake Arena, Tóquio Árbitro(s): ESP Susana Rodríguez SRB Vladimir Simonović |
| 27 de julho 19:40 Relatório: Relatório | 22     | Set 1 | 25                   | Ariake Arena, Tóquio Árbitro(s): ESP Susana Rodríguez SRB Vladimir Simonović |
| 27 de julho 19:40 Relatório: Relatório | 25     | Set 2 | 17                   | Ariake Arena, Tóquio Árbitro(s): ESP Susana Rodríguez SRB Vladimir Simonović |
| 27 de julho 19:40 Relatório: Relatório | 25     | Set 3 | 13                   | Ariake Arena, Tóquio Árbitro(s): ESP Susana Rodríguez SRB Vladimir Simonović |
| 27 de julho 19:40 Relatório: Relatório | 23     | Set 4 | 25                   | Ariake Arena, Tóquio Árbitro(s): ESP Susana Rodríguez SRB Vladimir Simonović |
| 27 de julho 19:40 Relatório: Relatório | 15     | Set 5 | 12                   | Ariake Arena, Tóquio Árbitro(s): ESP Susana Rodríguez SRB Vladimir Simonović |

| 27 de julho 21:45 Relatório: Relatório | Coreia do Sul | 3–0   | Quênia | Ariake Arena, Tóquio Árbitro(s): JPN Sumie Myoi RUS Evgeny Makshanov |
| 27 de julho 21:45 Relatório: Relatório | 25            | Set 1 | 14     | Ariake Arena, Tóquio Árbitro(s): JPN Sumie Myoi RUS Evgeny Makshanov |
| 27 de julho 21:45 Relatório: Relatório | 25            | Set 2 | 22     | Ariake Arena, Tóquio Árbitro(s): JPN Sumie Myoi RUS Evgeny Makshanov |
| 27 de julho 21:45 Relatório: Relatório | 26            | Set 3 | 24     | Ariake Arena, Tóquio Árbitro(s): JPN Sumie Myoi RUS Evgeny Makshanov |
| 27 de julho 21:45 Relatório: Relatório | Set 4         |       |        | Ariake Arena, Tóquio Árbitro(s): JPN Sumie Myoi RUS Evgeny Makshanov |
| 27 de julho 21:45 Relatório: Relatório | Set 5         |       |        | Ariake Arena, Tóquio Árbitro(s): JPN Sumie Myoi RUS Evgeny Makshanov |

| 29 de julho 11:05 Relatório: Relatório | Coreia do Sul | 3–2   | República Dominicana | Ariake Arena, Tóquio Árbitro(s): ARG Hernán Casamiquela JPN Shin Muranaka |
| 29 de julho 11:05 Relatório: Relatório | 25            | Set 1 | 20                   | Ariake Arena, Tóquio Árbitro(s): ARG Hernán Casamiquela JPN Shin Muranaka |
| 29 de julho 11:05 Relatório: Relatório | 17            | Set 2 | 25                   | Ariake Arena, Tóquio Árbitro(s): ARG Hernán Casamiquela JPN Shin Muranaka |
| 29 de julho 11:05 Relatório: Relatório | 25            | Set 3 | 18                   | Ariake Arena, Tóquio Árbitro(s): ARG Hernán Casamiquela JPN Shin Muranaka |
| 29 de julho 11:05 Relatório: Relatório | 15            | Set 4 | 25                   | Ariake Arena, Tóquio Árbitro(s): ARG Hernán Casamiquela JPN Shin Muranaka |
| 29 de julho 11:05 Relatório: Relatório | 15            | Set 5 | 12                   | Ariake Arena, Tóquio Árbitro(s): ARG Hernán Casamiquela JPN Shin Muranaka |

| 29 de julho 14:20 Relatório: Relatório | Sérvia | 3–0   | Quênia | Ariake Arena, Tóquio Árbitro(s): UAE Hamid Al-Rousi JPN Sumie Myoi |
| 29 de julho 14:20 Relatório: Relatório | 25     | Set 1 | 21     | Ariake Arena, Tóquio Árbitro(s): UAE Hamid Al-Rousi JPN Sumie Myoi |
| 29 de julho 14:20 Relatório: Relatório | 25     | Set 2 | 11     | Ariake Arena, Tóquio Árbitro(s): UAE Hamid Al-Rousi JPN Sumie Myoi |
| 29 de julho 14:20 Relatório: Relatório | 25     | Set 3 | 20     | Ariake Arena, Tóquio Árbitro(s): UAE Hamid Al-Rousi JPN Sumie Myoi |
| 29 de julho 14:20 Relatório: Relatório | Set 4  |       |        | Ariake Arena, Tóquio Árbitro(s): UAE Hamid Al-Rousi JPN Sumie Myoi |
| 29 de julho 14:20 Relatório: Relatório | Set 5  |       |        | Ariake Arena, Tóquio Árbitro(s): UAE Hamid Al-Rousi JPN Sumie Myoi |

| 29 de julho 19:40 Relatório: Relatório | Japão | 0–3   | Brasil | Ariake Arena, Tóquio Árbitro(s): DOM Denny Cespedes RUS Evgeny Makshanov |
| 29 de julho 19:40 Relatório: Relatório | 16    | Set 1 | 25     | Ariake Arena, Tóquio Árbitro(s): DOM Denny Cespedes RUS Evgeny Makshanov |
| 29 de julho 19:40 Relatório: Relatório | 18    | Set 2 | 25     | Ariake Arena, Tóquio Árbitro(s): DOM Denny Cespedes RUS Evgeny Makshanov |
| 29 de julho 19:40 Relatório: Relatório | 24    | Set 3 | 26     | Ariake Arena, Tóquio Árbitro(s): DOM Denny Cespedes RUS Evgeny Makshanov |
| 29 de julho 19:40 Relatório: Relatório | Set 4 |       |        | Ariake Arena, Tóquio Árbitro(s): DOM Denny Cespedes RUS Evgeny Makshanov |
| 29 de julho 19:40 Relatório: Relatório | Set 5 |       |        | Ariake Arena, Tóquio Árbitro(s): DOM Denny Cespedes RUS Evgeny Makshanov |

| 31 de julho 09:00 Relatório: Relatório | República Dominicana | 3–0   | Quênia | Ariake Arena, Tóquio Árbitro(s): KOR Kang Joo-hee USA Patricia Rolf |
| 31 de julho 09:00 Relatório: Relatório | 25                   | Set 1 | 19     | Ariake Arena, Tóquio Árbitro(s): KOR Kang Joo-hee USA Patricia Rolf |
| 31 de julho 09:00 Relatório: Relatório | 25                   | Set 2 | 18     | Ariake Arena, Tóquio Árbitro(s): KOR Kang Joo-hee USA Patricia Rolf |
| 31 de julho 09:00 Relatório: Relatório | 25                   | Set 3 | 10     | Ariake Arena, Tóquio Árbitro(s): KOR Kang Joo-hee USA Patricia Rolf |
| 31 de julho 09:00 Relatório: Relatório | Set 4                |       |        | Ariake Arena, Tóquio Árbitro(s): KOR Kang Joo-hee USA Patricia Rolf |
| 31 de julho 09:00 Relatório: Relatório | Set 5                |       |        | Ariake Arena, Tóquio Árbitro(s): KOR Kang Joo-hee USA Patricia Rolf |

| 31 de julho 16:25 Relatório: Relatório | Sérvia | 1–3   | Brasil | Ariake Arena, Tóquio Árbitro(s): FRA Fabrice Collados POL Wojciech Maroszek |
| 31 de julho 16:25 Relatório: Relatório | 20     | Set 1 | 25     | Ariake Arena, Tóquio Árbitro(s): FRA Fabrice Collados POL Wojciech Maroszek |
| 31 de julho 16:25 Relatório: Relatório | 16     | Set 2 | 25     | Ariake Arena, Tóquio Árbitro(s): FRA Fabrice Collados POL Wojciech Maroszek |
| 31 de julho 16:25 Relatório: Relatório | 25     | Set 3 | 23     | Ariake Arena, Tóquio Árbitro(s): FRA Fabrice Collados POL Wojciech Maroszek |
| 31 de julho 16:25 Relatório: Relatório | 19     | Set 4 | 25     | Ariake Arena, Tóquio Árbitro(s): FRA Fabrice Collados POL Wojciech Maroszek |
| 31 de julho 16:25 Relatório: Relatório | Set 5  |       |        | Ariake Arena, Tóquio Árbitro(s): FRA Fabrice Collados POL Wojciech Maroszek |

| 31 de julho 19:40 Relatório: Relatório | Japão | 2–3   | Coreia do Sul | Ariake Arena, Tóquio Árbitro(s): ESP Susana Rodríguez BRA Paulo Turci |
| 31 de julho 19:40 Relatório: Relatório | 19    | Set 1 | 25            | Ariake Arena, Tóquio Árbitro(s): ESP Susana Rodríguez BRA Paulo Turci |
| 31 de julho 19:40 Relatório: Relatório | 25    | Set 2 | 19            | Ariake Arena, Tóquio Árbitro(s): ESP Susana Rodríguez BRA Paulo Turci |
| 31 de julho 19:40 Relatório: Relatório | 22    | Set 3 | 25            | Ariake Arena, Tóquio Árbitro(s): ESP Susana Rodríguez BRA Paulo Turci |
| 31 de julho 19:40 Relatório: Relatório | 25    | Set 4 | 15            | Ariake Arena, Tóquio Árbitro(s): ESP Susana Rodríguez BRA Paulo Turci |
| 31 de julho 19:40 Relatório: Relatório | 14    | Set 5 | 16            | Ariake Arena, Tóquio Árbitro(s): ESP Susana Rodríguez BRA Paulo Turci |

| 2 de agosto 09:00 Relatório: Relatório | Sérvia | 3–0   | Coreia do Sul | Ariake Arena, Tóquio Árbitro(s): RUS Evgeny Makshanov JPN Sumie Myoi |
| 2 de agosto 09:00 Relatório: Relatório | 25     | Set 1 | 18            | Ariake Arena, Tóquio Árbitro(s): RUS Evgeny Makshanov JPN Sumie Myoi |
| 2 de agosto 09:00 Relatório: Relatório | 25     | Set 2 | 17            | Ariake Arena, Tóquio Árbitro(s): RUS Evgeny Makshanov JPN Sumie Myoi |
| 2 de agosto 09:00 Relatório: Relatório | 25     | Set 3 | 15            | Ariake Arena, Tóquio Árbitro(s): RUS Evgeny Makshanov JPN Sumie Myoi |
| 2 de agosto 09:00 Relatório: Relatório | Set 4  |       |               | Ariake Arena, Tóquio Árbitro(s): RUS Evgeny Makshanov JPN Sumie Myoi |
| 2 de agosto 09:00 Relatório: Relatório | Set 5  |       |               | Ariake Arena, Tóquio Árbitro(s): RUS Evgeny Makshanov JPN Sumie Myoi |

| 2 de agosto 19:40 Relatório: Relatório | Japão | 1–3   | República Dominicana | Ariake Arena, Tóquio Árbitro(s): USA Patricia Rolf POL Wojciech Maroszek |
| 2 de agosto 19:40 Relatório: Relatório | 10    | Set 1 | 25                   | Ariake Arena, Tóquio Árbitro(s): USA Patricia Rolf POL Wojciech Maroszek |
| 2 de agosto 19:40 Relatório: Relatório | 23    | Set 2 | 25                   | Ariake Arena, Tóquio Árbitro(s): USA Patricia Rolf POL Wojciech Maroszek |
| 2 de agosto 19:40 Relatório: Relatório | 25    | Set 3 | 19                   | Ariake Arena, Tóquio Árbitro(s): USA Patricia Rolf POL Wojciech Maroszek |
| 2 de agosto 19:40 Relatório: Relatório | 19    | Set 4 | 25                   | Ariake Arena, Tóquio Árbitro(s): USA Patricia Rolf POL Wojciech Maroszek |
| 2 de agosto 19:40 Relatório: Relatório | Set 5 |       |                      | Ariake Arena, Tóquio Árbitro(s): USA Patricia Rolf POL Wojciech Maroszek |

| 2 de agosto 21:45 Relatório: Relatório | Brasil | 3–0   | Quênia | Ariake Arena, Tóquio Árbitro(s): SRB Vladimir Simonović ITA Daniele Rapisarda |
| 2 de agosto 21:45 Relatório: Relatório | 25     | Set 1 | 10     | Ariake Arena, Tóquio Árbitro(s): SRB Vladimir Simonović ITA Daniele Rapisarda |
| 2 de agosto 21:45 Relatório: Relatório | 25     | Set 2 | 16     | Ariake Arena, Tóquio Árbitro(s): SRB Vladimir Simonović ITA Daniele Rapisarda |
| 2 de agosto 21:45 Relatório: Relatório | 25     | Set 3 | 8      | Ariake Arena, Tóquio Árbitro(s): SRB Vladimir Simonović ITA Daniele Rapisarda |
| 2 de agosto 21:45 Relatório: Relatório | Set 4  |       |        | Ariake Arena, Tóquio Árbitro(s): SRB Vladimir Simonović ITA Daniele Rapisarda |
| 2 de agosto 21:45 Relatório: Relatório | Set 5  |       |        | Ariake Arena, Tóquio Árbitro(s): SRB Vladimir Simonović ITA Daniele Rapisarda |

### Grupo B
|     |                |     | Jogos | Jogos | Jogos | Resultados | Resultados | Resultados | Resultados | Resultados | Resultados | Sets | Sets | Sets  | Pontos | Pontos | Pontos |
| Pos | Equipe         | Pts | T     | V     | D     | 3–0        | 3–1        | 3–2        | 2–3        | 1–3        | 0–3        | V    | P    | R     | V      | P      | R      |
| --- | -------------- | --- | ----- | ----- | ----- | ---------- | ---------- | ---------- | ---------- | ---------- | ---------- | ---- | ---- | ----- | ------ | ------ | ------ |
| 1   | Estados Unidos | 10  | 5     | 4     | 1     | 2          | 0          | 2          | 0          | 0          | 1          | 12   | 7    | 1.714 | 418    | 401    | 1.042  |
| 2   | Itália         | 10  | 5     | 3     | 2     | 2          | 1          | 0          | 1          | 0          | 1          | 11   | 7    | 1.571 | 409    | 377    | 1.085  |
| 3   | Turquia        | 9   | 5     | 3     | 2     | 2          | 0          | 1          | 1          | 1          | 0          | 12   | 8    | 1.500 | 434    | 416    | 1.043  |
| 4   | ROC            | 9   | 5     | 3     | 2     | 2          | 0          | 1          | 1          | 0          | 1          | 11   | 8    | 1.375 | 422    | 378    | 1.116  |
| 5   | China          | 7   | 5     | 2     | 3     | 2          | 0          | 0          | 1          | 0          | 2          | 8    | 9    | 0.889 | 374    | 385    | 0.971  |
| 6   | Argentina      | 0   | 5     | 0     | 5     | 0          | 0          | 0          | 0          | 0          | 5          | 0    | 15   | 0,000 | 275    | 375    | 0.733  |

Fonte: Olympics.com e FIVB
| 25 de julho 09:00 Relatório: Relatório | ROC   | 0–3   | Itália | Ariake Arena, Tóquio Árbitro(s): USA Patricia Rolf POL Wojciech Maroszek |
| 25 de julho 09:00 Relatório: Relatório | 23    | Set 1 | 25     | Ariake Arena, Tóquio Árbitro(s): USA Patricia Rolf POL Wojciech Maroszek |
| 25 de julho 09:00 Relatório: Relatório | 19    | Set 2 | 25     | Ariake Arena, Tóquio Árbitro(s): USA Patricia Rolf POL Wojciech Maroszek |
| 25 de julho 09:00 Relatório: Relatório | 14    | Set 3 | 25     | Ariake Arena, Tóquio Árbitro(s): USA Patricia Rolf POL Wojciech Maroszek |
| 25 de julho 09:00 Relatório: Relatório | Set 4 |       |        | Ariake Arena, Tóquio Árbitro(s): USA Patricia Rolf POL Wojciech Maroszek |
| 25 de julho 09:00 Relatório: Relatório | Set 5 |       |        | Ariake Arena, Tóquio Árbitro(s): USA Patricia Rolf POL Wojciech Maroszek |

| 25 de julho 11:05 Relatório: Relatório | Estados Unidos | 3–0   | Argentina | Ariake Arena, Tóquio Árbitro(s): JPN Sumie Myoi ITA Daniele Rapisarda |
| 25 de julho 11:05 Relatório: Relatório | 25             | Set 1 | 20        | Ariake Arena, Tóquio Árbitro(s): JPN Sumie Myoi ITA Daniele Rapisarda |
| 25 de julho 11:05 Relatório: Relatório | 25             | Set 2 | 19        | Ariake Arena, Tóquio Árbitro(s): JPN Sumie Myoi ITA Daniele Rapisarda |
| 25 de julho 11:05 Relatório: Relatório | 25             | Set 3 | 20        | Ariake Arena, Tóquio Árbitro(s): JPN Sumie Myoi ITA Daniele Rapisarda |
| 25 de julho 11:05 Relatório: Relatório | Set 4          |       |           | Ariake Arena, Tóquio Árbitro(s): JPN Sumie Myoi ITA Daniele Rapisarda |
| 25 de julho 11:05 Relatório: Relatório | Set 5          |       |           | Ariake Arena, Tóquio Árbitro(s): JPN Sumie Myoi ITA Daniele Rapisarda |

| 25 de julho 16:25 Relatório: Relatório | China | 0–3   | Turquia | Ariake Arena, Tóquio Árbitro(s): ESP Susana Rodríguez MEX Luis Macias |
| 25 de julho 16:25 Relatório: Relatório | 21    | Set 1 | 25      | Ariake Arena, Tóquio Árbitro(s): ESP Susana Rodríguez MEX Luis Macias |
| 25 de julho 16:25 Relatório: Relatório | 14    | Set 2 | 25      | Ariake Arena, Tóquio Árbitro(s): ESP Susana Rodríguez MEX Luis Macias |
| 25 de julho 16:25 Relatório: Relatório | 14    | Set 3 | 25      | Ariake Arena, Tóquio Árbitro(s): ESP Susana Rodríguez MEX Luis Macias |
| 25 de julho 16:25 Relatório: Relatório | Set 4 |       |         | Ariake Arena, Tóquio Árbitro(s): ESP Susana Rodríguez MEX Luis Macias |
| 25 de julho 16:25 Relatório: Relatório | Set 5 |       |         | Ariake Arena, Tóquio Árbitro(s): ESP Susana Rodríguez MEX Luis Macias |

| 27 de julho 09:00 Relatório: Relatório | ROC   | 3–0   | Argentina | Ariake Arena, Tóquio Árbitro(s): KOR Kang Joo-hee UAE Hamid Al-Rousi |
| 27 de julho 09:00 Relatório: Relatório | 25    | Set 1 | 19        | Ariake Arena, Tóquio Árbitro(s): KOR Kang Joo-hee UAE Hamid Al-Rousi |
| 27 de julho 09:00 Relatório: Relatório | 25    | Set 2 | 15        | Ariake Arena, Tóquio Árbitro(s): KOR Kang Joo-hee UAE Hamid Al-Rousi |
| 27 de julho 09:00 Relatório: Relatório | 25    | Set 3 | 13        | Ariake Arena, Tóquio Árbitro(s): KOR Kang Joo-hee UAE Hamid Al-Rousi |
| 27 de julho 09:00 Relatório: Relatório | Set 4 |       |           | Ariake Arena, Tóquio Árbitro(s): KOR Kang Joo-hee UAE Hamid Al-Rousi |
| 27 de julho 09:00 Relatório: Relatório | Set 5 |       |           | Ariake Arena, Tóquio Árbitro(s): KOR Kang Joo-hee UAE Hamid Al-Rousi |

| 27 de julho 11:05 Relatório: Relatório | China | 0–3   | Estados Unidos | Ariake Arena, Tóquio Árbitro(s): POL Wojciech Maroszek FRA Fabrice Collados |
| 27 de julho 11:05 Relatório: Relatório | 27    | Set 1 | 29             | Ariake Arena, Tóquio Árbitro(s): POL Wojciech Maroszek FRA Fabrice Collados |
| 27 de julho 11:05 Relatório: Relatório | 22    | Set 2 | 25             | Ariake Arena, Tóquio Árbitro(s): POL Wojciech Maroszek FRA Fabrice Collados |
| 27 de julho 11:05 Relatório: Relatório | 21    | Set 3 | 25             | Ariake Arena, Tóquio Árbitro(s): POL Wojciech Maroszek FRA Fabrice Collados |
| 27 de julho 11:05 Relatório: Relatório | Set 4 |       |                | Ariake Arena, Tóquio Árbitro(s): POL Wojciech Maroszek FRA Fabrice Collados |
| 27 de julho 11:05 Relatório: Relatório | Set 5 |       |                | Ariake Arena, Tóquio Árbitro(s): POL Wojciech Maroszek FRA Fabrice Collados |

| 27 de julho 16:25 Relatório: Relatório | Itália | 3–1   | Turquia | Ariake Arena, Tóquio Árbitro(s): DOM Denny Cespedes ARG Hernán Casamiquela |
| 27 de julho 16:25 Relatório: Relatório | 25     | Set 1 | 22      | Ariake Arena, Tóquio Árbitro(s): DOM Denny Cespedes ARG Hernán Casamiquela |
| 27 de julho 16:25 Relatório: Relatório | 23     | Set 2 | 25      | Ariake Arena, Tóquio Árbitro(s): DOM Denny Cespedes ARG Hernán Casamiquela |
| 27 de julho 16:25 Relatório: Relatório | 25     | Set 3 | 20      | Ariake Arena, Tóquio Árbitro(s): DOM Denny Cespedes ARG Hernán Casamiquela |
| 27 de julho 16:25 Relatório: Relatório | 25     | Set 4 | 15      | Ariake Arena, Tóquio Árbitro(s): DOM Denny Cespedes ARG Hernán Casamiquela |
| 27 de julho 16:25 Relatório: Relatório | Set 5  |       |         | Ariake Arena, Tóquio Árbitro(s): DOM Denny Cespedes ARG Hernán Casamiquela |

| 29 de julho 09:00 Relatório: Relatório | Itália | 3–0   | Argentina | Ariake Arena, Tóquio Árbitro(s): ESP Susana Rodríguez CHN Liu Jiang |
| 29 de julho 09:00 Relatório: Relatório | 25     | Set 1 | 21        | Ariake Arena, Tóquio Árbitro(s): ESP Susana Rodríguez CHN Liu Jiang |
| 29 de julho 09:00 Relatório: Relatório | 25     | Set 2 | 16        | Ariake Arena, Tóquio Árbitro(s): ESP Susana Rodríguez CHN Liu Jiang |
| 29 de julho 09:00 Relatório: Relatório | 25     | Set 3 | 15        | Ariake Arena, Tóquio Árbitro(s): ESP Susana Rodríguez CHN Liu Jiang |
| 29 de julho 09:00 Relatório: Relatório | Set 4  |       |           | Ariake Arena, Tóquio Árbitro(s): ESP Susana Rodríguez CHN Liu Jiang |
| 29 de julho 09:00 Relatório: Relatório | Set 5  |       |           | Ariake Arena, Tóquio Árbitro(s): ESP Susana Rodríguez CHN Liu Jiang |

| 29 de julho 16:25 Relatório: Relatório | China | 2–3   | ROC | Ariake Arena, Tóquio Árbitro(s): ITA Daniele Rapisarda SVK Juraj Mokrý |
| 29 de julho 16:25 Relatório: Relatório | 17    | Set 1 | 25  | Ariake Arena, Tóquio Árbitro(s): ITA Daniele Rapisarda SVK Juraj Mokrý |
| 29 de julho 16:25 Relatório: Relatório | 25    | Set 2 | 23  | Ariake Arena, Tóquio Árbitro(s): ITA Daniele Rapisarda SVK Juraj Mokrý |
| 29 de julho 16:25 Relatório: Relatório | 25    | Set 3 | 20  | Ariake Arena, Tóquio Árbitro(s): ITA Daniele Rapisarda SVK Juraj Mokrý |
| 29 de julho 16:25 Relatório: Relatório | 25    | Set 4 | 27  | Ariake Arena, Tóquio Árbitro(s): ITA Daniele Rapisarda SVK Juraj Mokrý |
| 29 de julho 16:25 Relatório: Relatório | 12    | Set 5 | 15  | Ariake Arena, Tóquio Árbitro(s): ITA Daniele Rapisarda SVK Juraj Mokrý |

| 29 de julho 21:45 Relatório: Relatório | Estados Unidos | 3–2   | Turquia | Ariake Arena, Tóquio Árbitro(s): BRA Paulo Turci KOR Kang Joo-hee |
| 29 de julho 21:45 Relatório: Relatório | 25             | Set 1 | 19      | Ariake Arena, Tóquio Árbitro(s): BRA Paulo Turci KOR Kang Joo-hee |
| 29 de julho 21:45 Relatório: Relatório | 25             | Set 2 | 20      | Ariake Arena, Tóquio Árbitro(s): BRA Paulo Turci KOR Kang Joo-hee |
| 29 de julho 21:45 Relatório: Relatório | 17             | Set 3 | 25      | Ariake Arena, Tóquio Árbitro(s): BRA Paulo Turci KOR Kang Joo-hee |
| 29 de julho 21:45 Relatório: Relatório | 20             | Set 4 | 25      | Ariake Arena, Tóquio Árbitro(s): BRA Paulo Turci KOR Kang Joo-hee |
| 29 de julho 21:45 Relatório: Relatório | 15             | Set 5 | 12      | Ariake Arena, Tóquio Árbitro(s): BRA Paulo Turci KOR Kang Joo-hee |

| 31 de julho 11:05 Relatório: Relatório | Estados Unidos | 0–3   | ROC | Ariake Arena, Tóquio Árbitro(s): SRB Vladimir Simonović ARG Hernán Casamiquela |
| 31 de julho 11:05 Relatório: Relatório | 20             | Set 1 | 25  | Ariake Arena, Tóquio Árbitro(s): SRB Vladimir Simonović ARG Hernán Casamiquela |
| 31 de julho 11:05 Relatório: Relatório | 12             | Set 2 | 25  | Ariake Arena, Tóquio Árbitro(s): SRB Vladimir Simonović ARG Hernán Casamiquela |
| 31 de julho 11:05 Relatório: Relatório | 19             | Set 3 | 25  | Ariake Arena, Tóquio Árbitro(s): SRB Vladimir Simonović ARG Hernán Casamiquela |
| 31 de julho 11:05 Relatório: Relatório | Set 4          |       |     | Ariake Arena, Tóquio Árbitro(s): SRB Vladimir Simonović ARG Hernán Casamiquela |
| 31 de julho 11:05 Relatório: Relatório | Set 5          |       |     | Ariake Arena, Tóquio Árbitro(s): SRB Vladimir Simonović ARG Hernán Casamiquela |

| 31 de julho 16:25 Relatório: Relatório | Argentina | 0–3   | Turquia | Ariake Arena, Tóquio Árbitro(s): JPN Sumie Myoi UAE Hamid Al-Rousi |
| 31 de julho 16:25 Relatório: Relatório | 23        | Set 1 | 25      | Ariake Arena, Tóquio Árbitro(s): JPN Sumie Myoi UAE Hamid Al-Rousi |
| 31 de julho 16:25 Relatório: Relatório | 20        | Set 2 | 25      | Ariake Arena, Tóquio Árbitro(s): JPN Sumie Myoi UAE Hamid Al-Rousi |
| 31 de julho 16:25 Relatório: Relatório | 18        | Set 3 | 25      | Ariake Arena, Tóquio Árbitro(s): JPN Sumie Myoi UAE Hamid Al-Rousi |
| 31 de julho 16:25 Relatório: Relatório | Set 4     |       |         | Ariake Arena, Tóquio Árbitro(s): JPN Sumie Myoi UAE Hamid Al-Rousi |
| 31 de julho 16:25 Relatório: Relatório | Set 5     |       |         | Ariake Arena, Tóquio Árbitro(s): JPN Sumie Myoi UAE Hamid Al-Rousi |

| 31 de julho 21:45 Relatório: Relatório | China | 3–0   | Itália | Ariake Arena, Tóquio Árbitro(s): JPN Shin Muranaka RUS Evgeny Makshanov |
| 31 de julho 21:45 Relatório: Relatório | 25    | Set 1 | 21     | Ariake Arena, Tóquio Árbitro(s): JPN Shin Muranaka RUS Evgeny Makshanov |
| 31 de julho 21:45 Relatório: Relatório | 25    | Set 2 | 20     | Ariake Arena, Tóquio Árbitro(s): JPN Shin Muranaka RUS Evgeny Makshanov |
| 31 de julho 21:45 Relatório: Relatório | 26    | Set 3 | 24     | Ariake Arena, Tóquio Árbitro(s): JPN Shin Muranaka RUS Evgeny Makshanov |
| 31 de julho 21:45 Relatório: Relatório | Set 4 |       |        | Ariake Arena, Tóquio Árbitro(s): JPN Shin Muranaka RUS Evgeny Makshanov |
| 31 de julho 21:45 Relatório: Relatório | Set 5 |       |        | Ariake Arena, Tóquio Árbitro(s): JPN Shin Muranaka RUS Evgeny Makshanov |

| 2 de agosto 11:05 Relatório: Relatório | Estados Unidos | 3–2   | Itália | Ariake Arena, Tóquio Árbitro(s): CHN Liu Jiang MEX Luis Macias |
| 2 de agosto 11:05 Relatório: Relatório | 21             | Set 1 | 25     | Ariake Arena, Tóquio Árbitro(s): CHN Liu Jiang MEX Luis Macias |
| 2 de agosto 11:05 Relatório: Relatório | 25             | Set 2 | 16     | Ariake Arena, Tóquio Árbitro(s): CHN Liu Jiang MEX Luis Macias |
| 2 de agosto 11:05 Relatório: Relatório | 25             | Set 3 | 27     | Ariake Arena, Tóquio Árbitro(s): CHN Liu Jiang MEX Luis Macias |
| 2 de agosto 11:05 Relatório: Relatório | 25             | Set 4 | 16     | Ariake Arena, Tóquio Árbitro(s): CHN Liu Jiang MEX Luis Macias |
| 2 de agosto 11:05 Relatório: Relatório | 15             | Set 5 | 12     | Ariake Arena, Tóquio Árbitro(s): CHN Liu Jiang MEX Luis Macias |

| 2 de agosto 14:20 Relatório: Relatório | ROC | 2–3   | Turquia | Ariake Arena, Tóquio Árbitro(s): FRA Fabrice Collados ESP Susana Rodríguez |
| 2 de agosto 14:20 Relatório: Relatório | 25  | Set 1 | 21      | Ariake Arena, Tóquio Árbitro(s): FRA Fabrice Collados ESP Susana Rodríguez |
| 2 de agosto 14:20 Relatório: Relatório | 23  | Set 2 | 25      | Ariake Arena, Tóquio Árbitro(s): FRA Fabrice Collados ESP Susana Rodríguez |
| 2 de agosto 14:20 Relatório: Relatório | 23  | Set 3 | 25      | Ariake Arena, Tóquio Árbitro(s): FRA Fabrice Collados ESP Susana Rodríguez |
| 2 de agosto 14:20 Relatório: Relatório | 25  | Set 4 | 15      | Ariake Arena, Tóquio Árbitro(s): FRA Fabrice Collados ESP Susana Rodríguez |
| 2 de agosto 14:20 Relatório: Relatório | 10  | Set 5 | 15      | Ariake Arena, Tóquio Árbitro(s): FRA Fabrice Collados ESP Susana Rodríguez |

| 2 de agosto 16:25 Relatório: Relatório | China | 3–0   | Argentina | Ariake Arena, Tóquio Árbitro(s): KOR Kang Joo-hee DOM Denny Cespedes |
| 2 de agosto 16:25 Relatório: Relatório | 25    | Set 1 | 15        | Ariake Arena, Tóquio Árbitro(s): KOR Kang Joo-hee DOM Denny Cespedes |
| 2 de agosto 16:25 Relatório: Relatório | 25    | Set 2 | 22        | Ariake Arena, Tóquio Árbitro(s): KOR Kang Joo-hee DOM Denny Cespedes |
| 2 de agosto 16:25 Relatório: Relatório | 25    | Set 3 | 19        | Ariake Arena, Tóquio Árbitro(s): KOR Kang Joo-hee DOM Denny Cespedes |
| 2 de agosto 16:25 Relatório: Relatório | Set 4 |       |           | Ariake Arena, Tóquio Árbitro(s): KOR Kang Joo-hee DOM Denny Cespedes |
| 2 de agosto 16:25 Relatório: Relatório | Set 5 |       |           | Ariake Arena, Tóquio Árbitro(s): KOR Kang Joo-hee DOM Denny Cespedes |

## Fase final
|  | Quartas de final     | Quartas de final    |                     |   | Semifinais     | Semifinais     |  |  | Final | Final |
|  |                      |                     |                     |   |                |                |  |  |       |       |
|  | 4 de agosto de 2021  |                     |                     |   |                |                |  |  |       |       |
|  |                      |                     |                     |   |                |                |  |  |       |       |
|  | Brasil               | 3                   |                     |   |                |                |  |  |       |       |
|  | Brasil               | 3                   | 6 de agosto de 2021 |   |                |                |  |  |       |       |
|  | ROC                  | 1                   |                     |   |                |                |  |  |       |       |
|  | ROC                  | 1                   | Brasil              | 3 |                |                |  |  |       |       |
|  | 4 de agosto de 2021  |                     | Brasil              | 3 |                |                |  |  |       |       |
|  |                      | Coreia do Sul       | 0                   |   |                |                |  |  |       |       |
|  | Coreia do Sul        | Coreia do Sul       | 0                   | 3 |                |                |  |  |       |       |
|  | Coreia do Sul        |                     | 8 de agosto de 2021 | 3 |                |                |  |  |       |       |
|  | Turquia              | 2                   |                     |   |                |                |  |  |       |       |
|  | Turquia              | 2                   | Brasil              | 0 |                |                |  |  |       |       |
|  | 4 de agosto de 2021  |                     | Brasil              | 0 |                |                |  |  |       |       |
|  |                      | Estados Unidos      | 3                   |   |                |                |  |  |       |       |
|  | Sérvia               | Estados Unidos      | 3                   | 3 |                |                |  |  |       |       |
|  | Sérvia               | 6 de agosto de 2021 |                     | 3 |                |                |  |  |       |       |
|  | Itália               | 0                   |                     |   |                |                |  |  |       |       |
|  | Itália               | 0                   | Sérvia              | 0 |                |                |  |  |       |       |
|  | 4 de agosto de 2021  |                     | Sérvia              | 0 |                |                |  |  |       |       |
|  |                      | Estados Unidos      | 3                   |   | Terceiro lugar | Terceiro lugar |  |  |       |       |
|  | República Dominicana | Estados Unidos      | 3                   | 0 | Terceiro lugar | Terceiro lugar |  |  |       |       |
|  | República Dominicana |                     | 8 de agosto de 2021 | 0 |                |                |  |  |       |       |
|  | Estados Unidos       | 3                   |                     |   |                |                |  |  |       |       |
|  | Estados Unidos       | 3                   | Coreia do Sul       | 0 |                |                |  |  |       |       |
|  |                      |                     |                     |   |                |                |  |  |       |       |
|  | Sérvia               | 3                   |                     |   |                |                |  |  |       |       |
|  | Sérvia               | 3                   |                     |   |                |                |  |  |       |       |

### Quartas de final
| 4 de agosto 09:00 Relatório: Relatório | Coreia do Sul | 3–2   | Turquia | Ariake Arena, Tóquio Árbitro(s): UAE Hamid Al-Rousi USA Patricia Rolf |
| 4 de agosto 09:00 Relatório: Relatório | 17            | Set 1 | 25      | Ariake Arena, Tóquio Árbitro(s): UAE Hamid Al-Rousi USA Patricia Rolf |
| 4 de agosto 09:00 Relatório: Relatório | 25            | Set 2 | 17      | Ariake Arena, Tóquio Árbitro(s): UAE Hamid Al-Rousi USA Patricia Rolf |
| 4 de agosto 09:00 Relatório: Relatório | 28            | Set 3 | 26      | Ariake Arena, Tóquio Árbitro(s): UAE Hamid Al-Rousi USA Patricia Rolf |
| 4 de agosto 09:00 Relatório: Relatório | 18            | Set 4 | 25      | Ariake Arena, Tóquio Árbitro(s): UAE Hamid Al-Rousi USA Patricia Rolf |
| 4 de agosto 09:00 Relatório: Relatório | 15            | Set 5 | 13      | Ariake Arena, Tóquio Árbitro(s): UAE Hamid Al-Rousi USA Patricia Rolf |

| 4 de agosto 13:00 Relatório: Relatório | República Dominicana | 0–3   | Estados Unidos | Ariake Arena, Tóquio Árbitro(s): MEX Luis Macias KOR Kang Joo-hee |
| 4 de agosto 13:00 Relatório: Relatório | 11                   | Set 1 | 25             | Ariake Arena, Tóquio Árbitro(s): MEX Luis Macias KOR Kang Joo-hee |
| 4 de agosto 13:00 Relatório: Relatório | 20                   | Set 2 | 25             | Ariake Arena, Tóquio Árbitro(s): MEX Luis Macias KOR Kang Joo-hee |
| 4 de agosto 13:00 Relatório: Relatório | 19                   | Set 3 | 25             | Ariake Arena, Tóquio Árbitro(s): MEX Luis Macias KOR Kang Joo-hee |
| 4 de agosto 13:00 Relatório: Relatório | Set 4                |       |                | Ariake Arena, Tóquio Árbitro(s): MEX Luis Macias KOR Kang Joo-hee |
| 4 de agosto 13:00 Relatório: Relatório | Set 5                |       |                | Ariake Arena, Tóquio Árbitro(s): MEX Luis Macias KOR Kang Joo-hee |

| 4 de agosto 17:00 Relatório: Relatório | Sérvia | 3–0   | Itália | Ariake Arena, Tóquio Árbitro(s): BRA Paulo Turci RUS Evgeny Makshanov |
| 4 de agosto 17:00 Relatório: Relatório | 25     | Set 1 | 21     | Ariake Arena, Tóquio Árbitro(s): BRA Paulo Turci RUS Evgeny Makshanov |
| 4 de agosto 17:00 Relatório: Relatório | 25     | Set 2 | 14     | Ariake Arena, Tóquio Árbitro(s): BRA Paulo Turci RUS Evgeny Makshanov |
| 4 de agosto 17:00 Relatório: Relatório | 25     | Set 3 | 21     | Ariake Arena, Tóquio Árbitro(s): BRA Paulo Turci RUS Evgeny Makshanov |
| 4 de agosto 17:00 Relatório: Relatório | Set 4  |       |        | Ariake Arena, Tóquio Árbitro(s): BRA Paulo Turci RUS Evgeny Makshanov |
| 4 de agosto 17:00 Relatório: Relatório | Set 5  |       |        | Ariake Arena, Tóquio Árbitro(s): BRA Paulo Turci RUS Evgeny Makshanov |

| 4 de agosto 21:30 Relatório: Relatório | Brasil | 3–1   | ROC | Ariake Arena, Tóquio Árbitro(s): FRA Fabrice Collados ESP Susana Rodríguez |
| 4 de agosto 21:30 Relatório: Relatório | 23     | Set 1 | 25  | Ariake Arena, Tóquio Árbitro(s): FRA Fabrice Collados ESP Susana Rodríguez |
| 4 de agosto 21:30 Relatório: Relatório | 25     | Set 2 | 21  | Ariake Arena, Tóquio Árbitro(s): FRA Fabrice Collados ESP Susana Rodríguez |
| 4 de agosto 21:30 Relatório: Relatório | 25     | Set 3 | 19  | Ariake Arena, Tóquio Árbitro(s): FRA Fabrice Collados ESP Susana Rodríguez |
| 4 de agosto 21:30 Relatório: Relatório | 25     | Set 4 | 22  | Ariake Arena, Tóquio Árbitro(s): FRA Fabrice Collados ESP Susana Rodríguez |
| 4 de agosto 21:30 Relatório: Relatório | Set 5  |       |     | Ariake Arena, Tóquio Árbitro(s): FRA Fabrice Collados ESP Susana Rodríguez |

### Semifinal
| 6 de agosto 13:00 Relatório: Relatório | Sérvia | 0–3   | Estados Unidos | Ariake Arena, Tóquio Árbitro(s): ARG Hernán Casamiquela ESP Susana Rodríguez |
| 6 de agosto 13:00 Relatório: Relatório | 19     | Set 1 | 25             | Ariake Arena, Tóquio Árbitro(s): ARG Hernán Casamiquela ESP Susana Rodríguez |
| 6 de agosto 13:00 Relatório: Relatório | 15     | Set 2 | 25             | Ariake Arena, Tóquio Árbitro(s): ARG Hernán Casamiquela ESP Susana Rodríguez |
| 6 de agosto 13:00 Relatório: Relatório | 23     | Set 3 | 25             | Ariake Arena, Tóquio Árbitro(s): ARG Hernán Casamiquela ESP Susana Rodríguez |
| 6 de agosto 13:00 Relatório: Relatório | Set 4  |       |                | Ariake Arena, Tóquio Árbitro(s): ARG Hernán Casamiquela ESP Susana Rodríguez |
| 6 de agosto 13:00 Relatório: Relatório | Set 5  |       |                | Ariake Arena, Tóquio Árbitro(s): ARG Hernán Casamiquela ESP Susana Rodríguez |

| 6 de agosto 21:00 Relatório: Relatório | Brasil | 3–0   | Coreia do Sul | Ariake Arena, Tóquio Árbitro(s): MEX Luis Macias DOM Denny Cespedes |
| 6 de agosto 21:00 Relatório: Relatório | 25     | Set 1 | 16            | Ariake Arena, Tóquio Árbitro(s): MEX Luis Macias DOM Denny Cespedes |
| 6 de agosto 21:00 Relatório: Relatório | 25     | Set 2 | 16            | Ariake Arena, Tóquio Árbitro(s): MEX Luis Macias DOM Denny Cespedes |
| 6 de agosto 21:00 Relatório: Relatório | 25     | Set 3 | 16            | Ariake Arena, Tóquio Árbitro(s): MEX Luis Macias DOM Denny Cespedes |
| 6 de agosto 21:00 Relatório: Relatório | Set 4  |       |               | Ariake Arena, Tóquio Árbitro(s): MEX Luis Macias DOM Denny Cespedes |
| 6 de agosto 21:00 Relatório: Relatório | Set 5  |       |               | Ariake Arena, Tóquio Árbitro(s): MEX Luis Macias DOM Denny Cespedes |

### Disputa pelo bronze
| 8 de agosto 09:00 Relatório: Relatório | Coreia do Sul | 0–3   | Sérvia | Ariake Arena, Tóquio Árbitro(s): ITA Daniele Rapisarda USA Patricia Rolf |
| 8 de agosto 09:00 Relatório: Relatório | 18            | Set 1 | 25     | Ariake Arena, Tóquio Árbitro(s): ITA Daniele Rapisarda USA Patricia Rolf |
| 8 de agosto 09:00 Relatório: Relatório | 15            | Set 2 | 25     | Ariake Arena, Tóquio Árbitro(s): ITA Daniele Rapisarda USA Patricia Rolf |
| 8 de agosto 09:00 Relatório: Relatório | 15            | Set 3 | 25     | Ariake Arena, Tóquio Árbitro(s): ITA Daniele Rapisarda USA Patricia Rolf |
| 8 de agosto 09:00 Relatório: Relatório | Set 4         |       |        | Ariake Arena, Tóquio Árbitro(s): ITA Daniele Rapisarda USA Patricia Rolf |
| 8 de agosto 09:00 Relatório: Relatório | Set 5         |       |        | Ariake Arena, Tóquio Árbitro(s): ITA Daniele Rapisarda USA Patricia Rolf |

### Final
| 8 de agosto 13:30 Relatório: Relatório Estatísticas | Brasil | 0–3   | Estados Unidos | Ariake Arena, Tóquio Árbitro(s): SVK Juraj Mokrý ARG Hernán Casamiquela |
| 8 de agosto 13:30 Relatório: Relatório Estatísticas | 21     | Set 1 | 25             | Ariake Arena, Tóquio Árbitro(s): SVK Juraj Mokrý ARG Hernán Casamiquela |
| 8 de agosto 13:30 Relatório: Relatório Estatísticas | 20     | Set 2 | 25             | Ariake Arena, Tóquio Árbitro(s): SVK Juraj Mokrý ARG Hernán Casamiquela |
| 8 de agosto 13:30 Relatório: Relatório Estatísticas | 14     | Set 3 | 25             | Ariake Arena, Tóquio Árbitro(s): SVK Juraj Mokrý ARG Hernán Casamiquela |
| 8 de agosto 13:30 Relatório: Relatório Estatísticas | Set 4  |       |                | Ariake Arena, Tóquio Árbitro(s): SVK Juraj Mokrý ARG Hernán Casamiquela |
| 8 de agosto 13:30 Relatório: Relatório Estatísticas | Set 5  |       |                | Ariake Arena, Tóquio Árbitro(s): SVK Juraj Mokrý ARG Hernán Casamiquela |

## Classificação final
| Pos.              | Seleção              |
| ----------------- | -------------------- |
| Medalha de ouro   | Estados Unidos       |
| Medalha de prata  | Brasil               |
| Medalha de bronze | Sérvia               |
| 4                 | Coreia do Sul        |
| 5                 | Turquia              |
| 6                 | Itália               |
| 7                 | ROC                  |
| 8                 | República Dominicana |
| 9                 | China                |
| 10                | Japão                |
| 11                | Argentina            |
| 12                | Quênia               |

### Seleção do torneio
| Posição               | Jogadora                 |
| --------------------- | ------------------------ |
| Melhor levantadora    | Jordyn Poulter           |
| Melhores ponteiras    | Jordan Larson            |
| Melhores ponteiras    | Michelle Bartsch-Hackley |
| Melhores bloqueadoras | Haleigh Washington       |
| Melhores bloqueadoras | Carol Gattaz             |
| Melhor oposta         | Tijana Bošković          |
| Melhor líbero         | Justine Wong-Orantes     |
| MVP                   | Jordan Larson            |